# تلمبه محمد سهرابی
تلمبه محمد سهرابی یک منطقهٔ مسکونی در ایران است که در دهستان گلستان (سیرجان) واقع شده‌است.